# Assaut final (téléfilm)
Pour le film yougoslave de 1974, voir Assaut final (film).
Pour plus de détails, voir Fiche technique et Distribution.
Assaut final (Family Under Siege) est un téléfilm américain diffusé en 2004 et réalisé par Walter Baltzer.

## Synopsis
Ingénieur-paysagiste indépendant, Tom Baxter vit avec sa famille dans une belle maison de banlieue. Un jour, la demeure est envahie par trois cambrioleurs armés. Leur chef, Jack, qui se fait appeler Alpha, se charge de Tom, tandis qu'« Omega » doit tenir en respect son épouse Faye, leur fils pré-ado et asthmatique Nick, et leur fille espiègle Alex... Faye entame alors une course contre la montre pour sauver sa famille de ce trio d'adversaires mortels.

## Fiche technique
- Réalisateur : Walter Baltzer
- Année de production : 2004
- Durée : 95 minutes
- Format : 1,33:1, couleur
- Son : stéréo
- Dates de premières diffusions :
  -  États-Unis : 2004
- Interdit aux moins de 10 ans

## Distribution
- Mel Harris : Faye Baxter
- Daniel Baldwin : Jack 'Alpha'
- Cameron Bowen : Nick Baxter
- Derek Hamilton : Omega
- Melinda Clarke : Beta
- Michelle Jackson : Alex Baxter
- Tom Wright : Stan